# Раппенштайн
Раппенштайн (нім. Rappenstein) — гора в Ліхтенштейні, висотою — 2 222 м. Ця гора належить до гірського масиву Ретікон в Східних Альпах.
Гора розташована в південно-східній частині Ліхтенштейну. На південний схід від столиці країни — Вадуца, в її підніжжі розкинулася комуна-община Трізен і її історична місцина — село Штег.